# Отопительный котёл

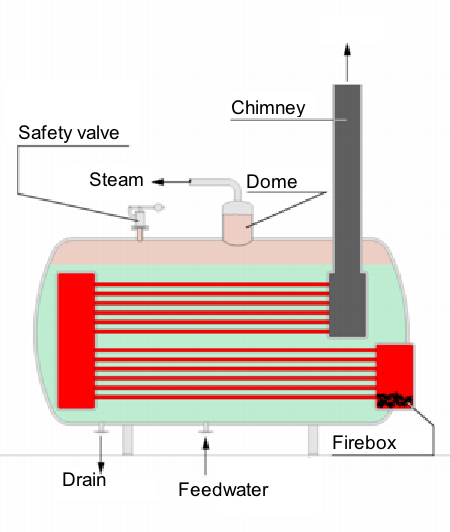
Котёл отопительный газотрубный (схема). из английской Википедии

Котёл отопительный — устройство на основе закрытого сосуда, в котором теплоноситель (чаще всего вода или пар (паровой котёл)) нагревается до заданной температуры и служит для обеспечения потребителей теплом и (или) горячей водой. Нагретая или испаренная жидкость выходит из котла для использования в различных процессах или системах отопления, включая нагрев воды, центральное отопление, производство электроэнергии на основе парового котла, приготовление пищи и санитарию.

## Виды котлов
По виду используемого топлива котлы отопления делятся на:
- твердотопливные (пеллетные, дровяные, угольные) ,
- жидкотопливные (жидкое топливо: дизельные (см. дизель), мазутные),
- газовые
- электрические
- комбинированные

## Основные технические параметры котлов
- Номинальная мощность;
- Коэффициент полезного действия;
- Используемый теплоноситель;
- Рабочий диапазон температуры теплоносителя;
- Рабочее давление теплоносителя;
- Гидравлическое сопротивление котла;

## Котлы твердотопливные

### Котлы водогрейные гранульные
Котлы водогрейные (жаротрубные), гранульные (твердотопливные) работают исключительно на древесных топливных гранулах (пеллетах). В топочной камере гранульного котла снимается примерно 30 % мощности, а в конвективной примерно 70 % мощности.
Выпускаются также и адаптированные для сжигания гранул универсальные водогрейные котлы (котлы «утилизаторы») с КПД менее 80 %.
Котлы водогрейные (жаротрубные), работают на обычных дровах, мусоре, листьях и прочих твердых органических отходах. Применяются для сжигания прессованной соломы. Диапазон мощностей существующих котлов от 30 КВт до 2 МВт, но КПД невысокий в связи с тем, что в сжигается топливо с различными параметрами.

## Котлы отопления газовые
Газовые котлы отопления работают на природном газе или, при конструктивных возможностях, на сжиженном газе.
Газовые котлы — самый распространенный тип котлов как в России, так и во всем мире. Примерно половина всех продаваемых котлов — газовые котлы. В этом нет ничего странного, ведь газ — это самое удобное топливо для отопительных котлов.
По месту монтажа различают два вида котлов — настенные газовые котлы и напольные.
Все напольные газовые котлы можно разделить на две основные группы: с атмосферными и с наддувными (иногда их называют сменными, вентиляторными, навесными) горелками. Атмосферные горелки — проще по конструкции и дешевле, работают тише. Котлы с наддувными горелками обладают большим КПД и стоят при этом значительно дороже. Котлы для работы с наддувными горелками позволяют установить горелку, работающую как на газе, так и на жидком топливе.
Настенные газовые котлы — это, как правило, довольно компактные и, соответственно, малые по мощности (до 30 кВт), но с довольно высоким КПД газовые котлы. Настенные котлы отопления, также как и напольные, бывают с естественной тягой (котлы с открытой камерой сгорания), а также с принудительным отводом продуктов сгорания (котлы с закрытой камерой сгорания). В последние годы появилось много моделей настенных котлов конденсационного типа, которые имеют более высокий КПД, чем традиционные котлы, при сохранении небольших габаритов.
Напольные и настенные газовые котлы принято различать на следующие основные виды:
- Одноконтурные газовые котлы;
- Двухконтурные газовые котлы;

Одноконтурные газовые котлы используют только для отопления помещений. Двухконтурные котлы, кроме этого, также для отопления и организации горячего водоснабжения. 
Двухконтурный газовый котел выполняет две функции, нагрев проточной воды и нагрев системы отопления. Для обеспечения горения газа нужен воздух, в газовом котле с закрытой камерой горения воздух подается с улицы по коаксиальной трубе. Это безопасно, не сжигается кислород с помещения и увеличивает КПД котла, воздух с улицы нагревается с помощью выходящих дымовых газов, что обеспечивает минимальные потери тепла на данный процесс. Двухконтурный газовый котел — это конструктивно модульное устройство, которое включает в себя группу безопасности и управления, циркуляционный насос, расширительный бак, теплообменник, газовую горелку, вентилятор для дымовых газов.
Недавно появился новый тип газовых котлов — конденсационные котлы.
Своим названием это оборудование обязано способности отбирать из продуктов сгорания <скрытую> теплоту, получаемую конденсацией содержащихся в них водяных паров. Использование этой, обычно уходящей вместе с дымовыми газами, теплоты позволяет котлу достигать среднего за отопительный период условного КПД 107—109 %.

## Котлы электрические

### Электродные котлы
Процесс нагрева теплоносителя в электроводонагревателе электродного типа происходит за счет омического нагрева, то есть процесс нагрева теплоносителя идет напрямую, без «посредника» (например, ТЭНа). При этом явления электролиза не наблюдается, так как катод и анод постоянно меняются местами с частотой электрической сети.
Достоинства электродных котлов:
- Отсутствие воды в котле во включённом состоянии (сухой ход) не приводит к каким либо последствиям и выходу его из строя в виду отсутствия нагрева воды.
- Отложение накипи на электродах котла всего лишь снижает его мощность и не приводит к разрушению электродов.
- Электродные котлы обычно более компактные, чем ТЭНовые.
- Практически бесшумны.

Недостатки электродных котлов:
- Электрический ток пропускается непосредственно через теплоноситель, что значительно повышает риск поражения током, а вследствие огромных токов утечки делает невозможным применение совместно с таким котлом УЗО (устройство защитного отключения).
- Требуется тщательная водоподготовка теплоносителя по электропроводности.
- Мощность электрокотла не постоянна и сильно зависит от температуры теплоносителя в системе, причём с ростом температуры теплоносителя — растёт его электропроводность и потребляемая мощность, таким образом при первоначальном пуске системы в холодное время года — мощности котла для прогрева может не хватить. Увеличение электропроводности теплоносителя до необходимого уровня при низких температурах может привести к тому, что после прогрева системы она может возрасти на столько, что приведёт к значительной перегрузке и аварии в питающей электросети, а также выходу из строя управляющей котлом силовой аппаратуы.
- Этот же эффект (повышение электропроводности теплоносителя с ростом температуры) иногда приводит к электродуговому пробою межэлектродного расстояния (фактически КЗ) с огромным броском тока в питающей сети и как следствие — множественным выходом из строя различной аппаратуры, включенной в эту сеть.
- Непригодны для использования обычных тосолов, антифризов и неочищенной воды в качестве теплоносителя.
- При использовании для горячего водоснабжения понадобится еще один контур.
- Требуют квалифицированного монтажа и специфических знаний по электропроводности воды для выполнения пусконаладки.
- Незамерзающий теплоноситель для электродных котлов дорог, так как в его состав входят присадки с низким содержанием солей.

### ТЭНовые котлы
Работа этих котлов основана на передаче тепловой энергии от электрического ТЭНа (Трубчатый ЭлектроНагреватель) теплоносителю (вода).
Достоинства ТЭНовых котлов:
- Тэны в котле не имеют электрической связи с теплоносителем, в связи с этим он гораздо более электробезопасен, практически отсутствуют токи утечки, что позволяет совместно с котлом устанавливать УЗО (устройство защитного отключения).
- Мощность всегда постоянна и не зависит от используемого теплоносителя и его температуры. Она может меняться только в пределах изменения напряжения в питающей электросети.
- Можно осуществлять ступенчатое (при наличии нескольких ТЭНов) или плавное регулирование мощности, что позволяет минимизировать броски напряжения в питающей сети при включении и выключении котла.
- Котлы могут работать на обычном тосоле, антифризе, воде.
- Выход из строя одного ТЭНа обычно не влечет за собой остановки всего котла.
- Могут быть использованы для горячего водоснабжения по одноконтурной схеме.
- Котлы могут работать на перегретой воде, при этом температура перегретой воды определяется только давлением, на которое рассчитан корпус котла.
- Обслуживание ТЭНовых котлов не требует специфических знаний по электропроводности воды.

Недостатки ТЭНовых котлов:
- ТЭН имеет ограниченный ресурс и может перегореть, поэтому при выборе котла следует обращать внимание на возможность замены ТЭНов.
- Отложение накипи на ТЭНах значительно ухудшает их охлаждение и приводит к преждевременному выходу их из строя.
- В случае работы без воды (сухой ход) мгновенно происходит выход из строя ТЭНов, в отличие от электродного котла.
- Цена на ТЭНовые котлы выше, чем на электродные.

### Индукционные котлы
Принцип индукционного нагрева основан на явлении электромагнитной индукции — создание индуцированного тока переменным магнитным полем. Установка индукционного нагрева имеет конструкцию сходную с трансформатором, состоящем из двух контуров. Первичный контур — магнитная система, вторичный контур — теплообменное устройство или ТВЭЛ (тепловыделяющий элемент). Под воздействием переменного магнитного поля, создаваемого магнитной системой, в металле теплообменного устройства индуцируются токи, вызывающие его нагрев. Тепло от нагретых поверхностей теплообменного устройства передается нагреваемой среде.
Достоинства индукционных котлов:
- Принципиальное отсутствие нагревательных элементов, что исключает возможность выхода из строя самого котла.
- Полное отсутствие разъёмных соединений в конструкции, что исключает вероятность возникновения течи.
- Значительное снижение склонности к образованию накипи.
- Высокая электробезопасность.
- Возможность изготовления котла практически на любые температуры и давления, что особенно важно для технологических применений.
- Возможность работы практически с любыми теплоносителями.

Недостатки индукционных котлов:
- Высокая стоимость, сравнительно с ТЭНовыми и электродными (из-за ВЧ преобразователя, требующего применения очень мощных и дорогих IGBT-транзисторов)
- Большие габариты и огромный вес.
- Затруднённая плавная регулировка мощности.
- Шумная работа - для охлаждения преобразователя используется вентилятор, поскольку он сам является мощным источником теплоты.

## Котлы комбинированные
Комбинированные котлы могут работать более чем на одном виде энергоносителя (обычно на двух). Это даёт дополнительную энергонезависимость. Например, в случае прекращения подачи газа такой котёл может работать на твёрдом топливе.